# パーセプター
パーセプター（Perceptor）はハズブロとタカラ（現・タカラトミー）が展開するロボット玩具シリーズ、トランスフォーマーに登場する架空のキャラクター。

## G1
『戦え!超ロボット生命体トランスフォーマー』の第19話「対決!!ダイノボット PART II」から登場。英語版ではポール・エイディング、日本語版では城山知馨夫が、『V』では佐藤正治が担当した。

### 性格・特徴
サイバトロンの科学者。顕微鏡に変形。望遠鏡としても機能し、自走も可能。人間が使えるサイズまで縮小することもできる。
科学分析班としての任務が主であり、未知の物質の解析、探索などが主な任務。仲間のリペアにも活躍。また発明家でもあり、仲間を助けることもある。その能力から、デストロンやクインテッサから狙われたことも多い。
高度な知識を持つゆえか科学的な解説を並べた上で発言することが多く、仲間からは結論のみを求められることも多い。しかし、余計な知識や関係ないうんちくまで喋りすぎて、仲間たちからうんざりされたり、呆れられることもしばしばある。
根は真面目だが、そういう性癖もあってか、メトロフレックスに変形するスクランブルシティーのトランスフォームコグを届ける仕事の重要性をブラーとミニボットのウィーリーに解いていたが、そのウィーリーからは「おたくは顕微鏡だから、小さなものを大きく見せようとするんだろ?」とからかわれたこともある。
反面、戦士としても勇敢でもあり、戦闘でも他のサイバトロン戦士に引けを取らない活躍をみせ、自分でピンチを切り抜けることもある。慎重な面もあり、2010第1話「新たなる戦い」では、デストロン本拠地である惑星ジャールにロディマスコンボイが向かう際に、グリムロックを護衛に連れて行くことを進言した。
武器は「ライトカノン」と「振動ライフル」（アニメ未登場）、望遠鏡の円筒部分に当たる「ライトキャノン」、右手を引き込んで発射するミサイル。顕微鏡状態では台座部分からアームを伸ばすことにより、テレトラン1と接続可能。
なお、原語版では比較的寡黙な人物として描かれているが、日本語版ではデストロンの攻撃を受けたり、絶体絶命の窮地に陥った時に絶叫を上げることが多く、対照的なキャラクターとなっている。

### 活躍

#### 戦え!超ロボット生命体トランスフォーマー
主に科学分析班としての活躍もあるが、仲間の調査班として出かけることもある。第19話「対決!!ダイノボット PART II」にて登場、チップに「ミクロの世界を分析したいときは遠慮なく声をかけてくれ」と自称している。
第25話「ミクロの決死隊」では冒頭で戦いに参加しないことをゴングに「臆病者」呼ばわりされ反発。そんな中、メガトロンがハートオブセイバートロンを装備して力をつけ、その力の前に仲間が負傷。事態の解決のためにパーセプターは物質拡大縮小機でミクロ化しメガトロンの体内に潜入して奪還する案を発案。ゴング、バンブルを引き連れメガトロンの体内に潜入したパーセプターは持ち前の知識と勇敢な行動によりハートオブセイバートロンを奪還。体内から脱出した後、それを破壊する。その勇敢な行動にゴングも彼の勇気を認めて和解。
第32話「スカイゴッド」ではアダムス救出のため、マイスター、オメガ・スプリームと共に惑星タイタンへ赴く。オメガ・スプリームが不時着したために、崖が崩れ谷底に落下しそうになる中、オメガ・スプリームのエネルギーを補充。マイスターらの危機に駆け付ける。
第34話「サバイバル作戦」では、アダムスやバンブルに付着して地球に潜入した宇宙植物が、ロボット昆虫を捕食する食虫植物のモルフォボットであることを突き止めた。
第48話「恐怖のコズミックルスト」ではサビストップを発明し、科学功労賞を受賞。自由の女神の保存に使用する。そんな中、メガトロンのボディの錆を直すためにスタントロン部隊に拉致される。「錆を直したら争いをやめる」というメガトロンの申し出を受け入れたパーセプターは錆の原因をコズミックルストと解明、サビストップを使いメガトロンを治療する。しかしメガトロンは申し出を放棄し、パーセプターに伝染。フォックスフリークキャニオンに顕微鏡モードで固定し爆弾を設置して放置する。コンボイの手により助け出されたパーセプターだったが、彼からコンボイ、仲間たちに流行する。パーセプターはサイバトロンの危機を救うためホイルジャックが試作中だった、物質複製機を完成させる。自由の女神からサビストップのサンプルを取り、サビストップを量産させて危機を脱した。
物質拡大縮小機
物質の大きさを変える装置。マイクロチップなどの精密機械を修理する際に使用。時間制限があるようで、徐々に戻っていく。
トランスポートビーム
第40話「チルドレンプレイ」では、自身のライトキャノンを改良し、エネルゴンキューブのエネルギーを利用し、アロンの持っていた望遠鏡で増幅して発射することにより移動するビームを開発。
作中ではスタースクリームらにバンブルを人質に取られたため、彼らだけを地球に返してしまう。
ロケット
巨人の星の少年アロンの持っていた玩具のラジコンを一時間かけて改造した。しかし、地球へ帰る途中でギャンブル好きの宇宙人ボッシュに拿捕される（第36話「ギャンブル惑星モナカス」）。
サビストップ
錆による腐食を防ぎ、金属を強化する薬品。液体の色は水色。
作中では主な原料であるギンガエキスが入手できなくなったため、増産不可に陥った。

#### トランスフォーマー ザ・ムービー
地球サイバトロンシティに待機。デストロンの襲来をウルトラマグナスに知らせ、通信塔にいるブロードキャストにコンボイの応援を要請することを知らせるが、通信塔に乗り込んできたカセットロンに苦戦していた。
ユニクロン討伐の際はウルトラマグナスらのシャトルに搭乗。デストロンの追撃を逃れた後は、修理ができて燃料を提供してくれる星として惑星ジャンキオンに案内する。
最後のユニクロンとの戦いではジャンキオンロケットに搭乗。ロケットはユニクロンの手に握り潰され四散するが、ユニクロン破壊後のラストシーンに登場していた。

#### 戦え!超ロボット生命体トランスフォーマー2010
第1話「新たなる戦い」より登場し、初代同様に活躍。主にセイバートロン星に駐留しており、探査にも出かけることも多い。同話ではユニクロン戦争で破壊されたメトロフレックスのトランスフォームコグを、ブラーとウィーリーに届ける任務を与える。デストロンおよびクインテッサがセイバートロン星に攻めてきた際には仲間を激励し、応戦していた。
第27話「テレパシー惑星を救え」で宇宙にあるクアドラントロックを抜けてクインテッサの支配する惑星ザモジンに墜落。トランスフォームユニットが故障し、顕微鏡モードのまま固定されてしまう。クインテッサからはクアドラントロックの修理のために胸部の「ユニバーサルエミュレータ」を狙われるパーセプターだったが、ザモジン人ユンカンにサイバトロンマークを舞姫ニジカの顔と勘違いされ、パーツを抜き取られてしまう。しかしパーセプターはニジカの言語機能を通して会話。ユンカンにクインテッサの目的を伝える。広場にてパーセプターとユンカンはザモジン星の民にクインテッサのことを伝えるが、その場にいたクインテッサに捕まってしまう。ユンカンを人質にされたパーセプターはユニバーサルエミュレータを渡すが、そこに飛び込んできたブラーに助けられ、ロディマスたちと合流。クインテッサは撤退し、ザモジン星に平和が戻る。
セイバートロン星のエネルギーコア
第18話「セイバートロン星の吸血鬼」で、セイバートロン星のエネルギー事情のために作り出したエネルギーコア。しかしこれを苦々しく思ったクインテッサらが目覚めさせたトランス・オーガニックがこれに反応し、最後はオーガニック共々宇宙に排出させることになってしまうが、それが皮肉にもトラブルの元凶であるクインテッサの元へ辿りつくことになる。
エレクトロンマップ
第25話「グリムロックの新しい頭脳」で登場したセイバートロン星の地下を進むための機械。針が一本に実際のコンパスのような形状。作中ではロディマスらが使用し、正確に迷路の方角を示していたが、グリムロックが調子に乗って遊んでいる時、針を折って壊したために放棄される。

#### 戦え!超ロボット生命体トランスフォーマーV
第26話「ジンライ死す!!」より登場。性格は老医師のようになっており、ゴッドジンライとは旧知の仲と設定されている。ホイルジャック、ミネルバと共にゴッドジンライを転生させるビクトリー計画に携わる。
当初、ビクトリー計画のことを隠していたが、ジンライの尋問とホイルジャックの進言により彼をビクトリーレオに改造。
スターセイバーに合体回路を組み込み、ビクトリーセイバーへの合体を可能とさせる。
第31話では全宇宙のサイバトロンを救う使命を果たすため、シャトルで地球を去る場面が描かれた。

#### 戦え!超ロボット生命体トランスフォーマー ザ☆コミックス
テレビマガジン版コミックでは第1作の第6話に登場。主人公の少年ケンジを太平洋に建造したユートピア島に招待。しかし島はデストロンのダイノベースに占拠されていた。ハウンドとの合同作戦で、彼の投影したホログラフを顕微鏡で拡大。メトロフレックスを出現させ、デストロンを欺き撃退する。

### 玩具
元の玩具は『ニューミクロマン』の顕微鏡ロボ・ミクロスコープである。『トランスフォーマー』ではボディカラーを黒から赤に変え、1985年10月に「39」のナンバーを与えられ発売。玩具は戦車モードにも変形、走行可能だが、アニメでは顕微鏡モードで走行するシーンがあるのはこの名残とみられる。実際の顕微鏡（倍率10倍）としても使用可能。玩具パッケージに掲載された試作品では頭部が赤く、腕の色も黄緑ではなく黒になっている。劇中とは顔のデザインが違い、コンボイ型のマスクフェイスになっている。
2005年6月には『トランスフォーマー コレクション』にて「19」として再発売。名称の関係から「サイバトロンパーセプター」として発売された。
また同時期に顕微鏡ロボは追放者マグニフィカスとしてミクロマンの素体を利用した義勇兵ガミードとのセット「デストロン混成部隊　マグニフィカス＆ガミード」として発売された。
顕微鏡ロボのころに、開発を担当した餘家英昭はレンズ成型メーカーと協力し、思い出深い玩具であると語っている。

#### その他の玩具
サイバトロン戦士22セット
セブンより発売された塩ビ人形セットに付属。
スーパーコレクションフィギュア トランスフォーマー　ジェネレーション1
彩色済みコレクションフィギュア。ACT-7「ビクトリー編」にラインナップ。

## トランスフォーマー アニメイテッド
初登場は第31話「サリ、トランスフォーム!?」。サイバトロン星の評議会の一員として登場。G1に準じたデザインだが、顔に眼鏡状の部品が付けられている。設定では自らの感情を削除した代わりに知能を向上させており、抑揚のない独特な喋り方で話す。オメガ・スプリームの開発責任者である。
第40話「ファンゾーン、サイバトロン星へ行く」ではアーシーを連れ去られたラチェットに、彼女の記憶は完治しないため、オメガの機能は回復しないと伝えた。

## トランスフォーマー ユナイテッド
G1に準じたデザインで登場。旧玩具と違い、顔もG1同様に鼻と口が付いている（ただし顕微鏡は右肩固定）。国内では2011年2月26日に「UN-15 オートボットパーセプター」として発売。雪上車に変形する。
書籍『トランスフォーマージェネレーション 2011 Vol.2』に掲載されたコミック「ネビュロス星の激闘」ではオートボットシティでナノ・ウイルスに感染しながらも同じく感染した仲間を治療。ステッパーらにネビュロン星の最高科学者ゼラが合成したアンチ・ウイルスを取りに行かせる任務を与える。

## その他
『超ロボット生命体トランスフォーマー マイクロン伝説』の海外版『TRANSFORMERS ARMADA』に登場するストリートアクションマイクロンの合体したマイクロン・バンブルの海外名はPerceptor。続編である『TRANSFORMERS ENERGON』にも姿を変えて登場するが、日本版『トランスフォーマー スーパーリンク』では名称がクリフジャンパーに変更され、同一人物かどうかは不明となっている。